# اشلند (ایندیانا)
اشلند (به انگلیسی: Ashland) یک منطقهٔ مسکونی در ایالات متحده آمریکا است که در شهرستان هنری، ایندیانا واقع شده‌است. اشلند ۳۳۸٫۹۴ متر بالاتر از سطح دریا واقع شده‌است.